# 시빌 실리
시빌 실리(Sybil Seely, 1902년 1월 2일 ~ 1984년 6월 26일)는 미국 무성 영화 시대에 버스터 키턴의 영화에 주로 등장한 여배우다. 그녀는 1920년, 키턴의 《일주일》에 처음 등장해서 1922년 《북극》에 마지막으로 등장하였다.
이후 그녀는 언론인인 줄스 G. 퍼스먼과 결혼해 그가 1966년 죽을 때까지 있었다. 그녀는 1984년에 사망하였다.

## 작품 목록
- 《일주일》 (1920)
- 《죄수 13》 (1920)
- 《허수아비》 (1920)
- 《보트》 (1921)
- 《북극》 (1922)